# Šiho Ogawaová
Šiho Ogawaová (japonsky 小川 志保, * 26. prosince 1988 Kašima) je japonská fotbalistka.

## Reprezentační kariéra
Za japonskou reprezentaci v roce 2013 odehrála 3 reprezentační utkání.

## Statistiky
| Japonsko | Japonsko | Japonsko |
| Roky     | Záp.     | Góly     |
| -------- | -------- | -------- |
| 2013     | 3        | 0        |
| Celkem   | 3        | 0        |